# Hayato Tani
Hayato Tani (Nagasaki, Japón; 9 de septiembre de 1946) es un actor japonés.
Tuvo un papel secundario en la serie japonesa "Kii Hantâ" en 1967. En 1974 intervino en la película dramática "Seijû gakuen" y dos años después se le vio en la serie "Akai shôgeki". 
En los años 80 alternó sus trabajos cinematográficos en las películas "Jotei" (1983) y "Kekkon annai mystery" (1985), con su participación en la serie 11.ª (1987) de la franquicia Super Sentai Series Hikari Sentai Maskman (光戦隊マスクマン Hikari Sentai Masukuman, traducido como Escuadrón Luminoso Maskman), en el rol del Comandante Sanjūrō Sugata, líder de los Maskmen. 
En 1990 obtuvo su mayor popularidad siendo uno de los presentadores del célebre concurso "Takeshi's Castle", donde encarnaba al General Tani (Napoleón, según Tele 5).
El punto de partida del programa era la historia del malvado Conde Takeshi, el cual vivía en una fortaleza inexpugnable conocida como El Castillo de Takeshi, que debía ser tomada por los guerreros (los concursantes) del General Tani. Este prólogo no era más que una excusa para dar paso al concurso en el que sometían a sus cientos de participantes a las más disparatadas pruebas con el fin de provocar la risa en el telespectador. Cuando se dio en España se tradujo el nombre a Humor Amarillo. Su emisión en España comenzó a principios de los 90 cuando Tele 5 emitió algunos fragmentos bajo el nombre de Humor amarillo dentro del programa humorístico "Tutti Frutti", con comentarios en off de Juan Herrera y Miguel Ángel Coll (hijo de José Luis Coll). Luego se independizó en un programa único.
Al finalizar el programa, Hayato Tani únicamente intervino en el telefilm "Kaseifu ha mita! 8" (1990), para luego no volver a ejercer como actor ni en la pequeña ni en la gran pantalla, hasta su vuelta a Takeshi's Castle para Prime Video como General Tani en 2023.
Está casado desde 1981 con la actriz Kikko Matsuoka (que también participó como intérprete en "Takeshi's Castle") y ambos continúan juntos en la actualidad.
- Datos: Q2699810